# Franco Nenci
Franco Nenci est un boxeur italien né le 25 janvier 1935 à Livourne et mort le 15 mai 2020 dans la même ville.

## Carrière
Franco Nenci participe aux Jeux olympiques d'été de 1956 en combattant dans la catégorie des poids super-légers et remporte la médaille d'argent de la compétition, s'inclinant en finale face au Soviétique Vladimir Yengibaryan.

### Parcours auxJeux olympiques
Jeux olympiques d'été de 1956 à Melbourne (poids super-légers) :
- Bat Rehmat Gul (Pakistan) par KO au 3e round
- Bat Willi Roth (Allemagne) aux points
- Bat Antonio Marcilla (Argentine) aux points
- Bat Constantin Dumitrescu (Roumanie) aux points
- Perd contre Vladimir Yengibaryan (URSS) aux points